# لاينفلدن-إشتردينغن
لاينفلدن اشتردينغن (بالألمانية: Leinfelden-Echterdingen) هي Grosse Kreisstadt، مدينة وبلدة ألمانية تقع في ألمانيا في Esslingen. يقدر عدد سكانها بـ 36,808 نسمة .

## المدن التوأمة
مدن مانوسك، بولتافا، يورك (بنسيلفانيا) وفوغيرا (بافيا) هي مدن توأمة لـلاينفلدن اشتردينغن.

## أعلام
- جيرد هوبر
- فابيو مورينا